# 玉隆河
玉隆河，是中国长江流域的一条河流，汇入雅砻江，属于金沙江水系。河长104千米，流域面积2020平方千米，年均流量20立方米每秒。自然落差960米。水能理论蕴藏量6万千瓦。